# SN 1967J
SN 1967J – supernowa odkryta 6 listopada 1967 roku w galaktyce PGC0004234. W momencie odkrycia miała maksymalną jasność 17,50m.